# Kim Dong-hyun (calciatore)
Kim Dong-Hyun (김동현?, 金東炫?; Daegu, 20 maggio 1984) è un ex calciatore sudcoreano, di ruolo attaccante.